# Madita van Hülsen

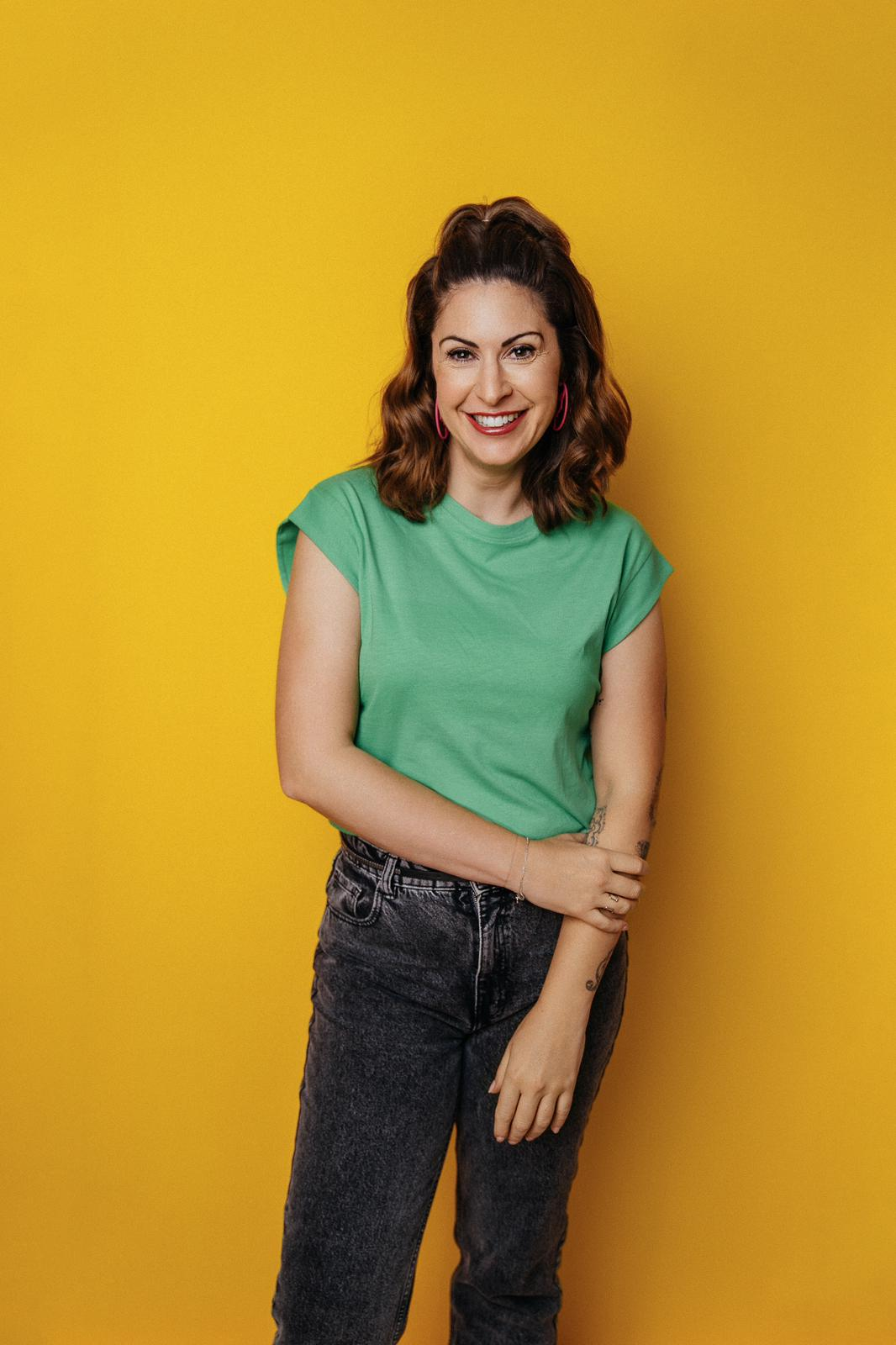
Madita van Hülsen

Madita van Hülsen (* 27. Januar 1981 in Hamburg) ist eine deutsche Fernseh- und Radiomoderatorin.

## Leben
Madita van Hülsen besuchte nach der Grundschule von 1991 bis 1995 das Emil-von-Behring-Gymnasium in Großhansdorf und dann die Stormarnschule in Ahrensburg, wo sie im Jahr 2000 das Abitur ablegte. Nach einem halbjährigen Aufenthalt in New York absolvierte sie bis 2003 ein Studium zur Kommunikationswirtin an der Kommunikationsakademie Hamburg. Sie wechselte vom Werbebereich zur Musik und arbeitete dort mehrere Jahre als Marketingmanagerin.
2008 nahm sie am Wettbewerb für eine Stelle als Wetteransagerin für Hamburg 1 teil und erreichte den zweiten Platz. Die ersten Moderationserfahrungen sammelte sie in Fernsehsendungen und als Wetteransagerin bei Radiosendern wie Radio Hamburg an der Seite von John Ment. Danach folgten Gastmoderationen bei Alsterradio, Hamburg 1 und die Zusammenarbeit mit verschiedenen Fernsehsendern und Produktionsgesellschaften.
Sie gründete im Januar 2010 mit ihren beiden Moderationskollegen bei Radio ZuSa, Dirk Hartkopf und Frank Zimmermann, die Remmi Demmi Show und sendete bis Ende 2010 live aus Lüneburg. Von Anfang 2011 bis 2015 war sie bei dem Hamburger Sender TIDE TV mit ihrer Sendung Madita-TV zu sehen. Die Radiosendung Remmi Demmi Show gestaltete sie seit November 2011 mit ihrer Moderationskollegin Theresa von Tiedemann auf TIDE 96.0. Außerdem war sie von 2011 bis 2015 zusammen mit dem Fotografen Oliver Reetz Herausgeberin des IDEAL! Interview Magazin. Die Erstausgabe ging am 19. September online und porträtiert auf 64 Seiten Persönlichkeiten, die aus ihrem Leben und ihren Erfahrungen im Medienbusiness berichten und durch Fotos Einblicke in ihr Privatleben ermöglichen.
Seit 2014 ist Madita van Hülsen Moderatorin und Reporterin bei der ProSiebenSat.1 Media und u. a. bei Abenteuer Leben und im K1 Magazin bei Kabel eins zu sehen. Sie moderiert außerdem Workshops, Firmenpräsentationen, Launch-Events, Kongresse sowie Gala-Abende.
Sie gründete 2013 mit ihrer Kollegin Anemone Zeim Deutschlands erste Traueragentur namens Vergiss Mein Nie. Seit 2014 arbeitet sie als ausgebildete Trauerbegleiterin und ist Autorin des Buches Vergiss mein nie – Mit Erinnerungen die Trauer gestalten.
Im Jahr 2019 moderierte sie zusammen mit Sebastian Lege die Quizshow Quiz mit Biss bei Kabel Eins. Seit 2021 moderiert sie gemeinsam mit Kate Kitchenham den Podcast 4 Pfoten, 2 Beine & 1000 Fragen. 2024 nahm sie als Lauch an der Fernsehshow The Masked Singer bei ProSieben teil und schied in der zweiten Folge aus.
Van Hülsen heiratete im August 2020 den Bauingenieur Björn Cloppenburg und bekam mit ihm im März 2021 einen Sohn.

## Arbeit

### Moderationen (Auszug)
- 2008: Radio Hamburg – Wetterfee
- 2009: Hamburg 1 – News Redaktion
- 2010: Radio ZuSa – Remmi Demmi Show
- 2011: Hamburg 1 – Boxen Fight Night mit Fritz Sdunek
- 2011: Hamburger Hafengeburtstag mit Fernsehkoch Stefan Marquard
- 2011: Radio TIDE 96.0 – Remmi Demmi Show
- 2011: TIDE TV – Madita-TV (u. a. mit Carlo von Tiedemann, Yared Dibaba, Dennis Gastmann u. v. m.)
- 2011: Telekom – 11833 Helferlein Tour
- 2011: Nike – Club der Töchter mit Palina Rojinski
- 2011: Hamburg 1 Fernsehen – Eröffnung Hofbräuhaus mit Nova Meierhenrich
- 2012: Hamburg 1 Fernsehen – Mach mal frei
- 2012: Hamburg 1 Fernsehen – Hafen TV
- 2012: Hamburg 1 Fernsehen – Hard Rock Rising Musiksendung
- seit 2013: TIDE TV – Prominente hautnah (u. a. mit Tim Mälzer, Michael Michalski, Tom Beck u. v. m.)
- 2013: Hamburg 1 Fernsehen – Hafen TV
- 2014: VOX – Chicas Walk Academy (mit Jorge Gonzalez)
- 2014: VOX – Promi Shopping Queen (mit Sonya Kraus)
- 2014: TIDE 96.0 – Bettsport – es ist anders, als ihr denkt! (Radiosendung)
- 2015/2016: Cinestar – Das Kinomagazin
- 2015: Sat.1 – Die Reportage
- seit 2014: kabel eins – K1 Magazin
- seit 2015: kabel eins – Abenteuer Leben täglich
- seit 2016: Sat.1 – 15 Dinge
- seit 2019: kabel eins – Quiz mit Biss

### Fernsehauftritte (Auszug)
- 2007: DMAX – Eine Familie sticht zu
- 2008: Sat.1 – Zieh mich an
- 2009: VOX – Mieten, kaufen, wohnen
- 2009: RTL – Punkt 12
- 2010: RTL – Exclusiv
- 2020: Sat.1 – Buchstaben Battle
- 2024: Sat.1 – Das große Promibacken[8][9]
- 2024: ProSieben – Destination X[10]
- 2024: ProSieben – The Masked Singer

### Publikationen
- Mit Anemone Zeim: Vergiss mein nie – Mit Erinnerungen die Trauer gestalten. Patmos Verlag, Ostfildern 2016, ISBN 978-3-8436-0705-6.
- Cookie Madita. Cookie Burger, Kekse & Co. für alle Gelegenheiten. 65 süße und salzige Rezepte, die einfach Spaß machen. EMF, München 2025, ISBN 978-3-7459-2763-4